# Maglia

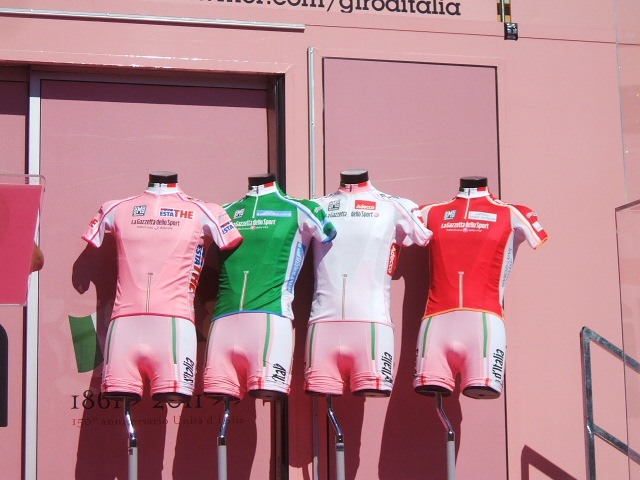
Las maglias del Giro de Italia 2011.

Maglia (jersey en italiano) (pronunciación en italiano: /ˈma.ʎa/, como español malla) es un término que se usa para designar a los ganadores de las diferentes categorías en la competición ciclista italiana Giro de Italia. El color asignado dependerá de la categoría ganada.

## Maglia rosa

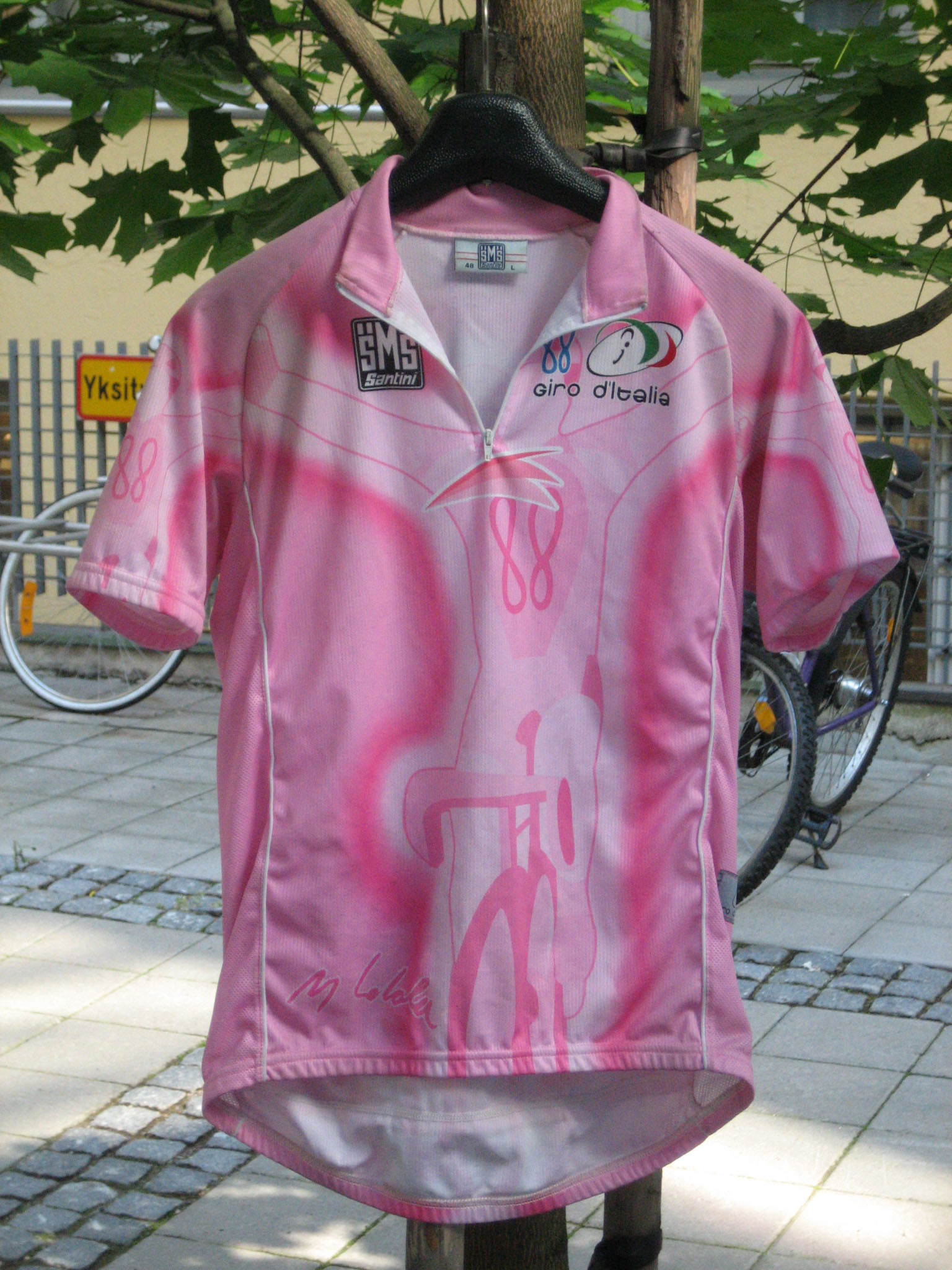
Maglia rosa del 2005.

La maglia rosa es el jersey que se le otorga al ganador de la clasificación general en el Giro de Italia. El líder es el ciclista que ha obtenido el tiempo más rápido cuando los resultados del conjunto de etapas se recuenta, y se argumenta que es el principal ganador del Giro.
Al igual que en el Tour de Francia, el color de corresponde al patrocinador de la carrera. En el Tour, se otorga el maillot amarillo debido a que, originalmente, el color del papel del espónsor ("L'Auto", actualmente "L'Équipe") era amarillo, mientras que en el Giro el patrocinador desde 1931 fue el periódico "La Gazzetta dello Sport", cuyas páginas son de un característico color rosa.

## Maglia malva
El nombre de este jersey (maglia ciclamino en italiano) se debe al color de la flor alpina malva. Lo viste el líder de la clasificación por puntos, habiendo acabado en los mejores puestos de cada etapa diaria, independientemente del tiempo general. Desde 1967 hasta 1969 el ganador llevaba un jersey rojo, pero fue cambiado a malva en 1970 hasta que de nuevo en el 2010 volvió a ser rojo.
Para el Giro 100, en 2017, la camiseta volvió a ser de este color.

## Maglia azul
El jersey azul ha sido entregado a dos clasificaciones. Primero se otorgaba al ganador del intergiro. Sin embargo se dejó de dar cuando apareció la maglia blanca (en 2007) debido a que solo puede haber 4 maillots identificativos. Perdiendo este premio importancia respecto a la que tuvo en un principio.
A partir de 2012, volvió a ser entregado un jersey azul, pero esta vez al líder de la clasificación de la montaña, sustituyendo al histórico jersey verde.

## Maglia verde
Este jersey se otorgó al «Rey de la Montaña» o mejor escalador, sobre la base de la clasificación de la montaña, que designa al ciclista que obtiene un mayor número de puntos de bonificación en las distintas cimas que se reparten durante la carrera. Esta clasificación existe desde la edición de 1933, aunque el jersey distintivo empezó a usarse en 1974. Desde la edición de 2012 y debido a un cambio de patrocinador, el jersey verde fue sustituido por el azul.

## Maglia blanca
Este jersey designa al mejor ciclista de menos de 25 años en la clasificación general. Este premio se otorgó desde 1976 hasta 1994, y volvió a aparecer de nuevo en el 2007.
- Datos: Q10868478